# دم‌دراز سبز
دم‌دراز سبز (نام علمی: Urolais epichlorus) گونه‌ای پرنده از تیرهٔ سبدنشینان (Cisticolidae) و در سردهٔ تک‌نماد Urolais است. این پرنده در خط کامرون (از جمله بیوکو) یافت می‌شود. زیستگاه طبیعی آن جنگل‌های کوهستانی نمناک نیمه‌گرمسیری یا گرمسیری و ساوانای خشک است.